# Беручашвили, Тамара Гурамовна
Тамара Гурамовна Беручашвили (груз. თამარ ბერუჩაშვილი; род. 9 апреля 1961 года, Тбилиси) — грузинский государственный деятель и дипломат. Министр торговли и внешнеэкономических отношений Грузии в 1998—2000 годах, Министр по вопросам европейской и евроатлантической интеграции Грузии в 2004 году, Министр иностранных дел Грузии в 2014—2015 годах, посол Грузии в Великобритании с 2016 по 2020 год.

## Биография
Беручашвили в 1985 году окончила московский Университет дружбы народов имени Патриса Лумумбы, обучалась на факультетах физико-математических и естественных наук, а также иностранных языков. По образованию — химик, переводчик с французского. С 1986 по 1990 год работала старшим лаборантом в Институте фармакологии им. Кутателадзе Академии наук Грузинской ССР. В 1990—1992 годах была старшим специалистом международного отдела сотрудничества в министерстве науки и техники Грузии. В 1992 году окончила Международный центр менеджмента ЮНЕСКО. В 1992—1994 годах работала в государственном комитете внешнеэкономических связей Грузии, была администратором координационного бюро программы ТАСИС. В 1994—1996 годах работала в министерстве науки и техники Грузии, в координационном бюро программы ТАСИС занимала пост заместителя исполнительного директора.
С 1996 по 1998 год Беручашвили училась в магистратуре Индианского университета в Блумингтоне, получила специальность магистр государственного правления. В это время проходила интернатуру в Центре стратегических и международных исследований в Вашингтоне. После возвращения из США в июне-августе 1998 года занимала пост заместителя министра торговли и внешнеэкономических отношений Грузии, затем с 1998 по 2000 год — министра.
Беручашвили с июня 2000 года по декабрь 2003 года занимала пост заместителя министра иностранных дел Грузии, с декабря 2003 года — заместителя государственного министра Грузии по вопросам европейской и евроатлантической интеграции, была национальном координатором программы Евросоюза. В феврале-декабре 2004 года работала на посту государственного министра по вопросам интеграции с европейскими и евроатлантическими структурами. С декабря 2004 года по декабрь 2011 года — первый заместитель государственного министра по вопросам интеграции с европейскими и евроатлантическими структурами. В 2011—2012 годах была главным советником вице-премьера — государственного министра по вопросам европейской и евроатлантической интеграции. С ноября 2012 года по март 2013 года вновь работала заместителем государственного министра по вопросам европейской и евроатлантической интеграции.
25 марта 2013 года назначена на пост заместителя министра иностранных дел Грузии, курировала вопросы евроатлантической интеграции 7 ноября 2014 года назначена исполняющим обязанности первого заместителя министра иностранных дел. 11 ноября 2014 года назначена министром иностранных дел Грузии, занимала этот пост до 1 сентября 2015 года. В марте 2016 года назначена послом Грузии в Великобритании. Занимала должность посла до апреля 2020 года.

## Семья
Замужем, имеет двоих детей.